# Woensdrecht
Woensdrecht – miasto i gmina w prowincji Brabancja Północna w Holandii. Gmina liczy sobie 21 654 mieszkańców (2014). Co ciekawe, wieś Woensdrecht ma zaledwie 1 527 mieszkańców i jest jedną z miejscowości gminy. Stolicą jest 8-tysięczna miejscowość Hoogerheide. Pozostałe wioski gminy to Huijbergen (2180), Ossendrecht (5286), Calfven (450) i Putte (3751).
Od 1 lipca 1868 roku miasto posiadało stację kolejową. Została zamknięta 15 maja 1938 roku.
Na terenie gminy znajduje się port lotniczy Woensdrecht, który jest lotniskiem wojskowym.
Przez gminę przechodzą dwie autostrady: A4 i A58.